# Моцеєнь
Моцеєнь, Моцеєні (рум. Moțăieni) — село у повіті Димбовіца в Румунії. Входить до складу комуни Моцеєнь.
Село розташоване на відстані 90 км на північний захід від Бухареста, 19 км на північ від Тирговіште, 63 км на південь від Брашова.

## Населення
За даними перепису населення 2002 року у селі проживали 1584 особи, з них 1579 осіб (99,7%) румунів. Усі жителі села рідною мовою назвали румунську.